# TANTATATAN
『タンタタタン』(TANTATATAN)は、会田寅次郎の構想・製作総指揮による映像作品。東京都現代美術館で2015年7月から10月開催の作品展「おとなもこどもも考える　ここはだれの場所？」にて上映された。

## 概要
監督会田寅次郎
脚本会田寅次郎
原作会田寅次郎
製作会田寅次郎
卯城竜太（Chim↑Pom）
林靖高（Chim↑Pom）
松田修
出演者会田寅次郎
卯城竜太（Chim↑Pom）
林靖高（Chim↑Pom）
松田修
水野俊紀（Chim↑Pom）
エリイ（Chim↑Pom）
岡田将孝（Chim↑Pom）
稲岡求（Chim↑Pom）
明石玲奈
加藤愛、他
編集松田修
公開2015年7月18日〜10月12日
公開場所東京都現代美術館